# فندق ماندارين أورينتال (نيويورك)
ماندارين أورينتال، نيويورك، فندق خمس نجوم ‏ يقع في مركز تايم وارنر ‏ في دوار كولومبوس، مانهاتن مدينة نيويورك، تُديره مجموعة فنادق ماندارين أورينتال ‏. الفندق جزء من بناء مركز تايم وارنر. افتتح الفندق أبوابه في كانون الأول عام 2003. يوفر الفندق خدمات ل 64 مسكنا. تلقى الفندق العديد من الجوائز الوطنية والدولية، ويدير السبا الوحيد المقيم فوربس خمس نجوم ‏ في مانهاتن.

## روابط خارجية
- Official website